# زالشه شلانسکیه
زالشه شلانسکیه (به لهستانی:  Zalesie Śląskie) یک روستا در لهستان است که در گمینا لشنگتسا واقع شده‌است. زالشه شلانسکیه ۱٬۴۶۸ نفر جمعیت دارد.